# Microrégion de Frederico Westphalen
La microrégion de Frederico Westphalen est une des microrégions du Rio Grande do Sul appartenant à la mésorégion du Nord-Ouest du Rio Grande do Sul. Elle est formée par l'association de vingt-sept municipalités. Elle recouvre une aire de 5 182,529 km2 pour une population de 175 391 habitants (IBGE - 2005). Sa densité est de 33,8 hab./km2. Son IDH est de 0,758 (PNUD/2000). Elle est limitrophe de l'État de Santa Catarina.

## Municipalités[1]
- Alpestre
- Ametista do Sul
- Caiçara
- Constantina
- Cristal do Sul
- Dois Irmãos das Missões
- Engenho Velho
- Erval Seco
- Frederico Westphalen
- Gramado dos Loureiros
- Iraí
- Liberato Salzano
- Nonoai
- Novo Tiradentes
- Novo Xingu
- Palmitinho
- Pinheirinho do Vale
- Planalto
- Rio dos Índios
- Rodeio Bonito
- Rondinha
- Seberi
- Taquaruçu do Sul
- Três Palmeiras
- Trindade do Sul
- Vicente Dutra
- Vista Alegre

## Microrégions limitrophes
- Erechim
- Passo Fundo
- Carazinho
- Ijuí
- Três Passos
- São Miguel do Oeste (Santa Catarina)
- Chapecó (Santa Catarina)